# Щерба, Лев Владимирович
Лев Влади́мирович Ще́рба (20 февраля [3 марта] 1880, Игумен, Минская губерния — 26 декабря 1944, Москва) — русский и советский лингвист, академик АН СССР (1943) и АПН РСФСР (1944), внёсший большой вклад в развитие психолингвистики, лексикографии и фонологии. Один из создателей теории фонемы. Специалист по общему языкознанию, русскому, славянским и французскому языкам.

## Биография
Лев Владимирович Щерба родился в городе Игумене Минской губернии (иногда указывается неверное место рождения Петербург, откуда незадолго до его рождения переехали его родители), но вырос в Киеве, где окончил 2-ю Киевскую гимназию с золотой медалью. В 1898 году поступил на естественный факультет Киевского университета. В 1899 году, после переезда родителей в Петербург, перевёлся на историко-филологический факультет Императорского Санкт-Петербургского университета. Ученик И. А. Бодуэна де Куртенэ. В 1903 году окончил Петербургский университет с золотой медалью за сочинение «Психический элемент в фонетике».
В 1906—1908 годах жил в Европе, изучал грамматику, сравнительно-историческое языкознание и фонетику в Лейпциге, Париже, Праге, исследовал тосканские и лужицкие (в частности, мужаковский) диалекты. В Париже, в числе прочего, работал в лаборатории экспериментальной фонетики Ж.-П. Руссло. С 1909 года — приват-доцент Петербургского университета. Преподавал, помимо него, на Высших женских курсах, в Психоневрологическом институте, на курсах для учителей глухонемых и учителей иностранных языков. Читал курсы по введению в языкознание, сравнительной грамматике, фонетике, русскому и старославянскому языкам, латыни, древнегреческому, преподавал произношение французского, английского, немецкого языков.
В 1909 году создал в Петербургском университете лабораторию экспериментальной фонетики, ныне — его имени. В 1912 году защитил магистерскую диссертацию («Русские гласные в качественном и количественном отношении»), в 1915 году — докторскую диссертацию («Восточнолужицкое наречие»). С 1916 года — профессор кафедры сравнительного языкознания Петроградского университета. С 6 декабря 1924 года — член-корреспондент Российской академии наук по Отделению русского языка и словесности, с 27 сентября 1943 года — академик АН СССР. С 1924 года — почётный член Международной ассоциации фонетистов.
В Ленинградском университете преподавал до 1941 года.

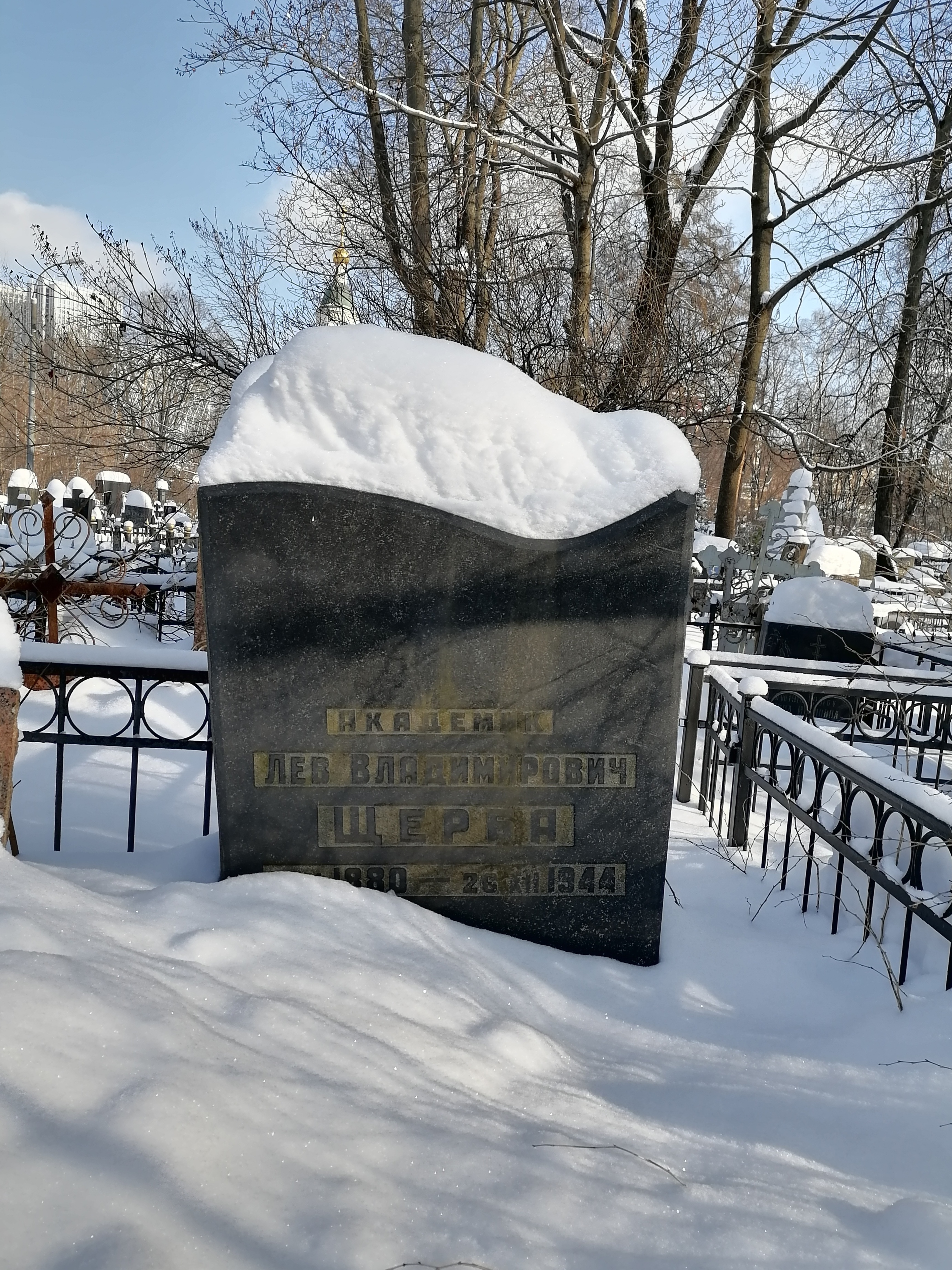
Могила на Ваганьковском кладбище

Последние годы жизни провёл в Москве, где и скончался. Похоронен на Ваганьковском кладбище (13 уч.).
Сыновья: Дмитрий (1906—1948) — кандидат филологических наук и Михаил (1908—1963) — доктор медицинских наук. Правнук — литературовед Д. М. Буланин.

## Научная деятельность
Развил концепцию фонемы, воспринятую им от Бодуэна де Куртенэ, придав термину «фонема» его современное значение. Основатель Ленинградской (Петербургской) фонологической школы.
Среди его научных интересов были синтаксис, грамматика, вопросы взаимодействия языков, вопросы преподавания русского и иностранных языков, вопросы языковой нормы, орфографии и орфоэпии. Подчёркивал важность разграничения научного и «наивного» значения слова, создал научную типологию словарей. Поставил проблему построения активной грамматики, идущей от значений к выражающим их формам (в противоположность традиционной, пассивной грамматике, идущей от форм к значениям).
В работе «О трояком аспекте языковых явлений и об эксперименте в языкознании» разграничил языковой материал, языковую систему и речевую деятельность, развив тем самым идею Ф. де Соссюра о разграничении языка и речи.
Щерба ввёл понятия отрицательного языкового материала и лингвистического эксперимента. При проведении эксперимента, полагал Щерба, важно не только использовать подтверждающие примеры (как можно говорить), но и систематически рассматривать отрицательный материал (как не говорят). В этой связи он писал: «особенно поучительны бывают отрицательные результаты: они указывают или на неверность постулированного правила, или на необходимость каких-то его ограничений, или на то, что правила уже больше нет, а есть только факты словаря, и т. п.»
Л. В. Щерба — автор фразы «Глокая куздра штеко будланула бокра и курдячит бокрёнка».
В 1944 году, готовясь к тяжёлой операции, изложил свои взгляды на многие научные проблемы в статье «Очередные проблемы языковедения» (или «языкознания»). Учёный не вынес операции, таким образом этот труд стал своего рода завещанием Льва Владимировича. В своей последней работе Щерба затронул такие вопросы, как:
- двуязычие чистое (два языка усваиваются независимо) и смешанное (второй язык усваивается через первый и «привязывается» к нему);
- неясность традиционных типологических классификаций и неопределённость понятия «слово» («Понятия „слово вообще“ не существует», — пишет Щерба[14]);
- противопоставление языка и грамматики;
- различие активной и пассивной грамматики и другие.

### Различие активной и пассивной грамматики
По мнению Щербы, один и тот же язык можно описать как с точки зрения говорящего (подбор языковых средств в зависимости от смысла, который нужно выразить), так и с точки зрения слушающего (разбор данных языковых средств с целью вычленения их смысла). Первое он предложил называть «активной», а второе — «пассивной» грамматиками языка.
Активная грамматика очень удобна для изучения языка, но на практике составление такой грамматики очень сложно, так как исторически языки, изучаемые в первую очередь их носителями, описываются с точки зрения пассивной грамматики.

## Воспоминания об учёном
В статье «Основные проблемы прикладной лингвистики» Н. Д. Андреев и Л. Р. Зиндер обращают внимание на Л. Щербу как на теоретика методики преподавания иностранных языков.

Л. В. Щерба, заложивший основы лингвистической методики преподавания иностранных языков, которая, по его мнению, должна строиться на базе общей теории двуязычия. Л. В. Щерба убедительно показал (и в этом состоит его особая заслуга), что методика обучения языкам должна быть в основном не дидактической, а лингвистической дисциплиной

.

## Награды
- орден Трудового Красного Знамени (21.02.1944)